# Franz Anton Regenauer

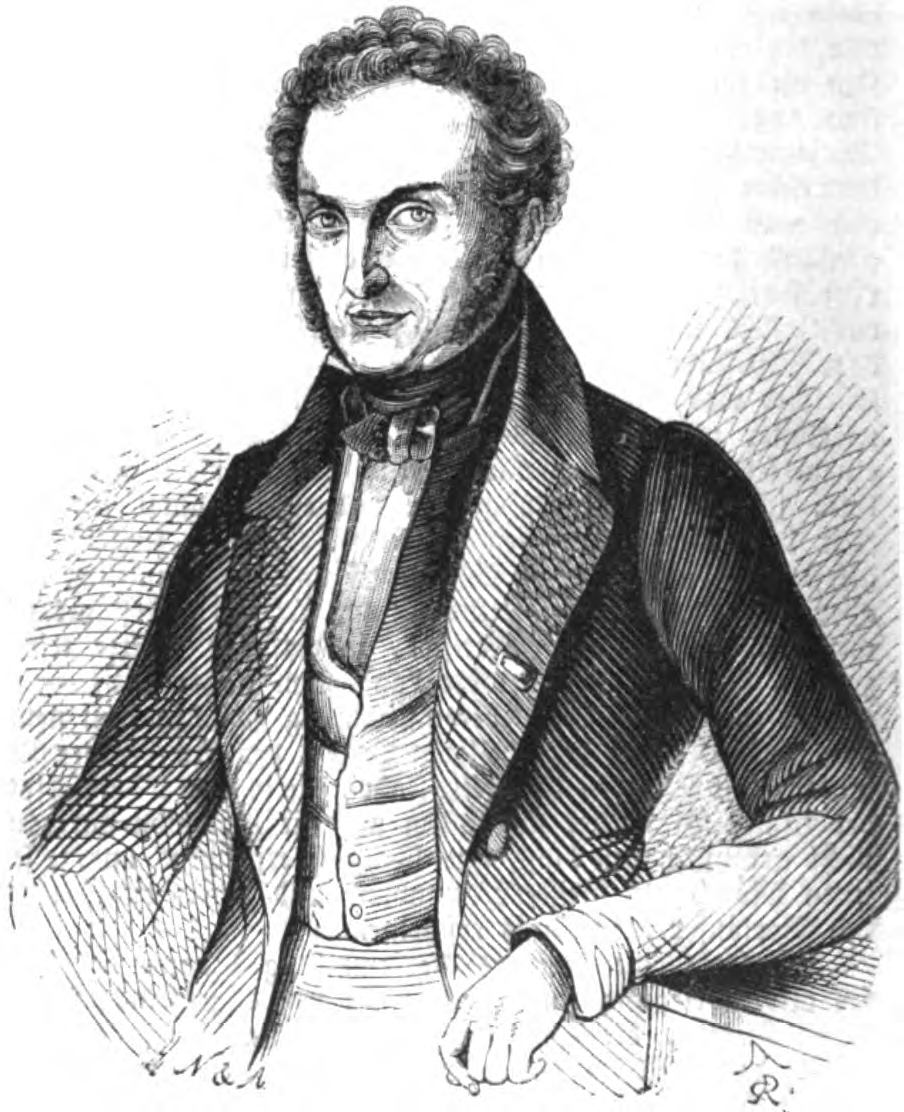
Franz Anton Regenauer, 1845

Franz Anton Regenauer (* 10. Februar 1797 in Bruchsal; † 18. August 1864 in Karlsruhe) war ein deutscher Politiker und Publizist. Von 1831 bis 1846 war er Abgeordneter der zweiten badischen Kammer, von 1849 bis 1860 Finanzminister des Großherzogtums Baden. 1850 wurde Regenauer für den badischen Wahlkreis 14 (Tauberbischofsheim) in das Volkshaus des Erfurter Unionsparlaments gewählt.
Eugen von Regenauer war sein Sohn.